# Tivoli, Oslo

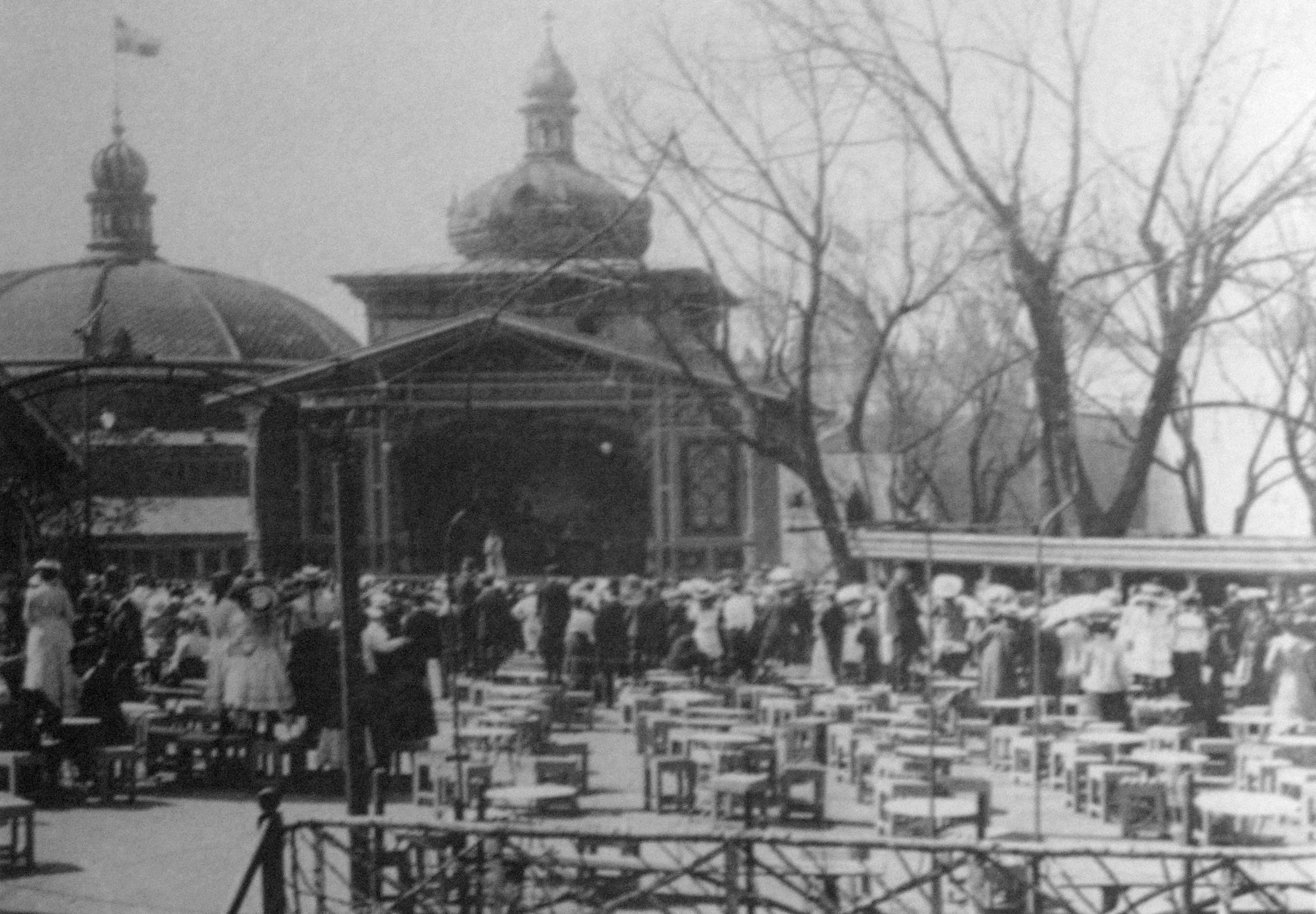
Tivoli i Oslo.

Tivoli var ett underhållningsområde i Oslo (då benämnt Kristiania). Det skapades som ett försök att efterlikna nöjesparken Tivoli i Köpenhamn. Tivoli uppfördes 1877 och stängdes 1934.